# 81e régiment de marche
Pour les articles homonymes, voir 81e régiment.
Le 81e régiment d'infanterie de marche (ou 81e régiment de marche) est un régiment d'infanterie français, créé à la fin de la guerre franco-allemande de 1870-1871 et engagé en Algérie.

## Création et différentes dénominations
- 21 janvier 1871 : formation du 81e régiment d'infanterie de marche
- 1er octobre 1871 : fusion dans le 81e régiment d'infanterie de ligne

## Historique
Le régiment est formé le 21 janvier 1871 au camp de Saint-Médard, près de Bordeaux, à trois bataillons à six compagnies,. Il amalgame la 6e compagnie de dépôt du 10e régiment d'infanterie de ligne, la 9e compagnie de dépôt du 16e régiment d'infanterie de ligne, un détachement du 27e régiment d'infanterie de ligne, la 7e compagnie de dépôt du 51e régiment d'infanterie de ligne, un détachement du 56e régiment d'infanterie de ligne, un détachement du 60e régiment d'infanterie de ligne, la 13e compagnie de dépôt du 67e régiment d'infanterie de ligne, un détachement du 79e régiment d'infanterie de ligne, un détachement du 85e régiment d'infanterie de ligne, la 10e compagnie de dépôt du 90e régiment d'infanterie de ligne, la 8e compagnie de dépôt du 93e régiment d'infanterie de ligne et un détachement du 95e régiment d'infanterie de ligne. Le régiment est commandé par le lieutenant-colonel Marié, précédemment major du 83e régiment d'infanterie de ligne,,.
Créé peu avant l'armistice de la guerre franco-allemande, le 81e de marche est affecté en janvier à la 2e brigade de la 1re division du 26e corps d'armée,. Le 81e régiment de marche doit partir pour l'Algérie combattre la révolte de Mokrani. Il fusionne avec le 81e régiment d'infanterie de ligne (dépôt à Tulle) le 1er octobre 1871.